# Jago Bayo
Jago Bayo is een bestuurslaag in het regentschap Bengkulu Utara van de provincie Bengkulu, Indonesië. Jago Bayo telt 1245 inwoners (volkstelling 2010).